# Paul Asselin
Pour les articles homonymes, voir Asselin.
Paul Robert Arthur Asselin, né le 26 février 1893 dans le 18e arrondissement de Paris, ville où il est mort le 30 juillet 1950 au sein de l'Hôpital Necker dans le 15e arrondissement, est un acteur français.

## Filmographie
- 1926 : La Grande Amie de Max de Rieux (3,200 m) : Étienne, le curé
- 1931 : Durand contre Durand de Eugène Thiele et Léo Joannon : Max Durand II
- 1932 : Amour... amour... de Robert Bibal
- 1932 : Criminel de Jack Forrester
- 1933 : Prince des Six Jours de Robert Vernay : l'ami sérieux
- 1933 : La Fille du régiment de Carl Lamac et Pierre Billon : le sergent Bully
- 1933 : Les Deux Canards de Erich Schmidt
- 1934 : Adémaï aviateur de Jean Tarride : le commandant
- 1934 : La Chanson de l'adieu de Géza von Bolváry et Albert Valentin
- 1934 : Le Greluchon délicat de Jean Choux : le domestique
- 1934 : Lac aux dames de Marc Allégret : Brindel
- 1934 : Le Voyage de monsieur Perrichon de Jean Tarride
- 1935 : Mademoiselle Mozart de Yvan Noé
- 1935 : Golgotha de Julien Duvivier : Mathieu
- 1935 : Crime et chatiment de Pierre Chenal : le lieutenant Poudre
- 1936 : Train de plaisir de Léo Joannon
- 1936 : Mes tantes et moi de Yvan Noé : le greffier
- 1937 : Trois Artilleurs au pensionnat de René Pujol : le capitaine
- 1937 : Le Puritain de Jeff Musso
- 1938 : Fort Dolorès de René Le Hénaff : Malcolm Trubbles

## Théâtre
- 1922 : Molière de Henry Dupuy-Mazuel et Jean-José Frappa, mise en scène Firmin Gémier, Théâtre de l'Odéon
- 1925 : Madelon de Jean Sarment, mise en scène Émile Bertin, Théâtre de la Porte-Saint-Martin
- 1929 : Topaze de Marcel Pagnol, Régis Castel-Bénac